# (55838) Hagongda
(55838) Hagongda est un astéroïde de la ceinture principale.

## Description
(55838) Hagongda est un astéroïde de la ceinture principale. Il fut découvert le 7 juin 1996 à la station de Xinglong par le programme Beijing Schmidt CCD Asteroid Program. Il présente une orbite caractérisée par un demi-grand axe de 2,43 UA, une excentricité de 0,20 et une inclinaison de 6,9° par rapport à l'écliptique.

## Compléments